# Yves Bescond
Yves-Marie-Henri Bescond (* 19. Mai 1924 in Clamart bei Paris; † 23. August 2018) war ein französischer Geistlicher und römisch-katholischer Weihbischof in Meaux. 

## Leben
Yves Bescond empfing nach seiner philosophischen und theologischen Ausbildung am 29. Juni 1949 die Priesterweihe für das Bistum Versailles. Er war Vikar in Montfort-l’Amaury, dann in der Pfarrei St. Johanna in Versailles. Ab 1961 wurde er Kaplan der Allgemeinbildenden Schulen und der ACGF, jetzt Katholische Aktion der Frauen (Action Catholique des Femmes) genannt. 1964 wurde er Generalvikar der Diözese Versailles und gleichzeitig Kaplan für die öffentlichen Bildung. Zudem war er Erzdiakon der Pfarrei Unsere Liebe Frau von Versailles.
Papst Paul VI. ernannte ihn am 26. Januar 1971 zum  Titularbischof von Aquae Thibilitanae und zum Weihbischof in Corbeil. Der Bischof von Versailles, Louis Simonneaux, spendete ihm am 28. März desselben Jahres die Bischofsweihe; Mitkonsekratoren waren Albert Malbois, Bischof von Corbeil und Robert Frossard, Weihbischof in Paris. Zudem wurde er zum Bischofsvikar für die Christlichen Jugend bestellt.
Papst Johannes Paul II. ernannte ihn am 12. Juli 1979 zum Weihbischof in Meaux. Johannes Paul II. nahm am 20. Oktober 1986 seinen vorzeitigen Rücktritt an.